# Собачьи бега

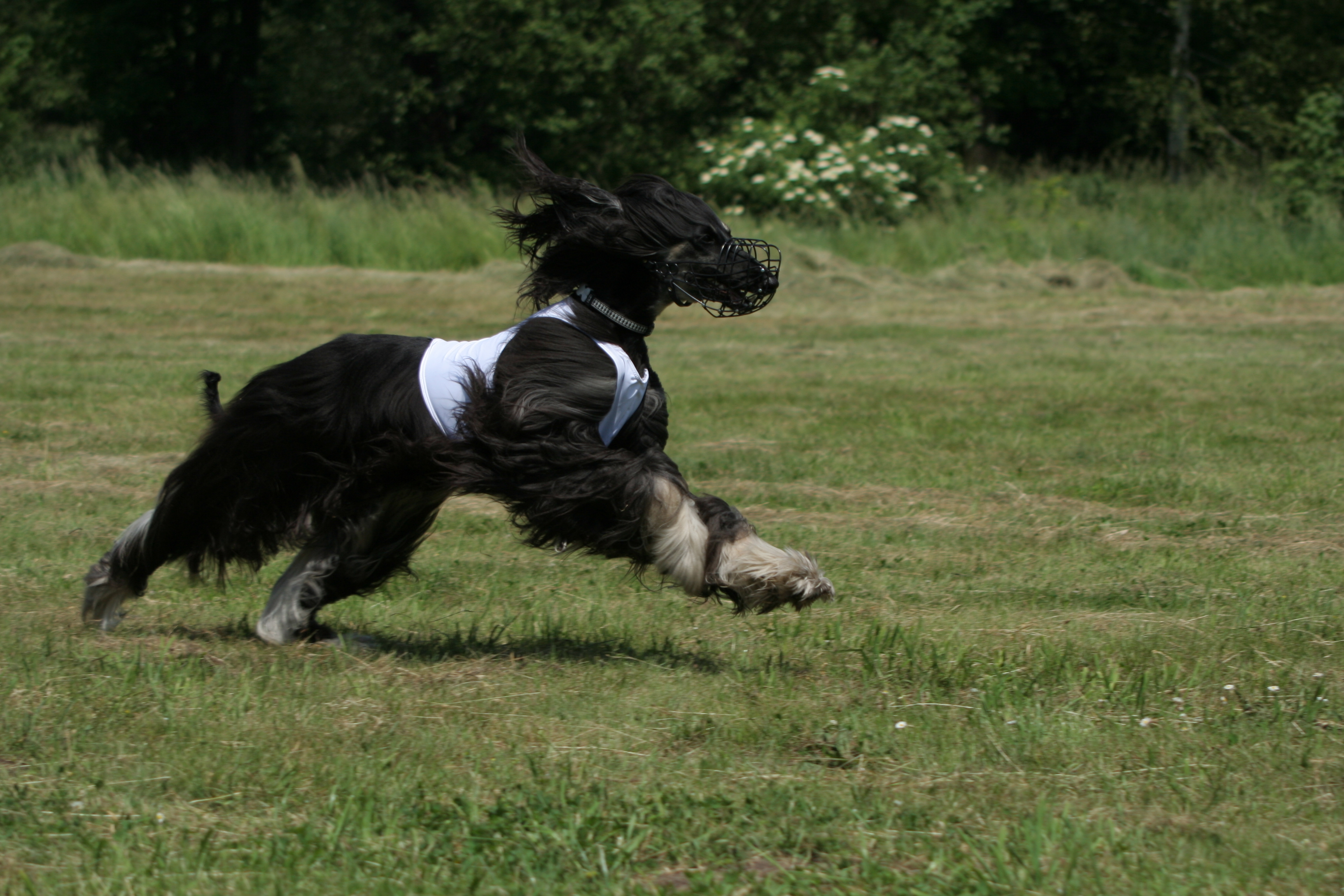
Афганская борзая на треке

Собачьи бега — спортивные соревнования в виде забегов собак (обычно борзых или грейхаундов), преследующих приманку в виде искусственного зайца или кролика по круговой трассе. Победителем является собака, первая пересекающая линию финиша. Бега борзых являются одним из признанных Международной Кинологической Федерацией видов кинологического спорта.

## История

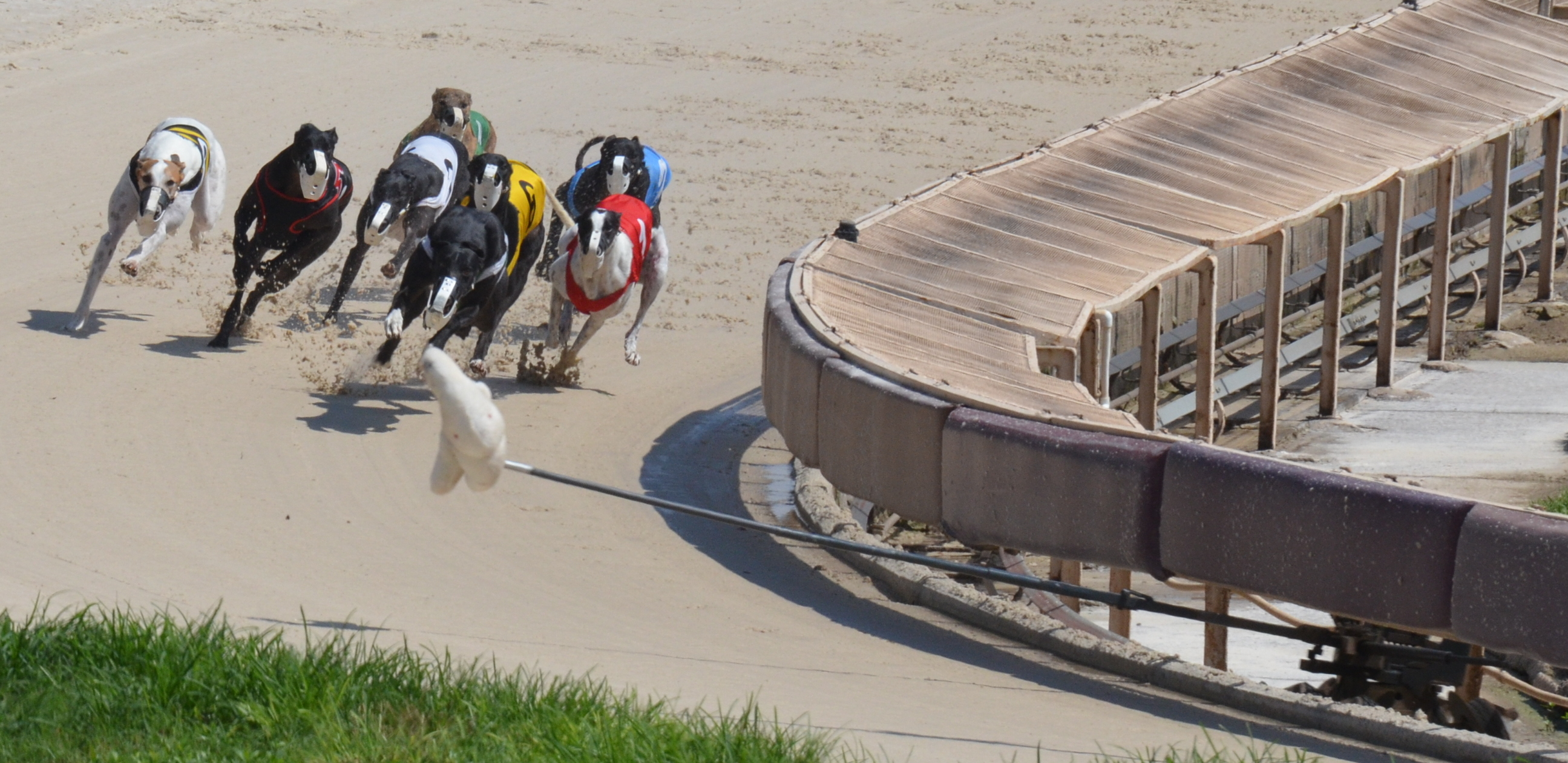
Забег грейхаундов

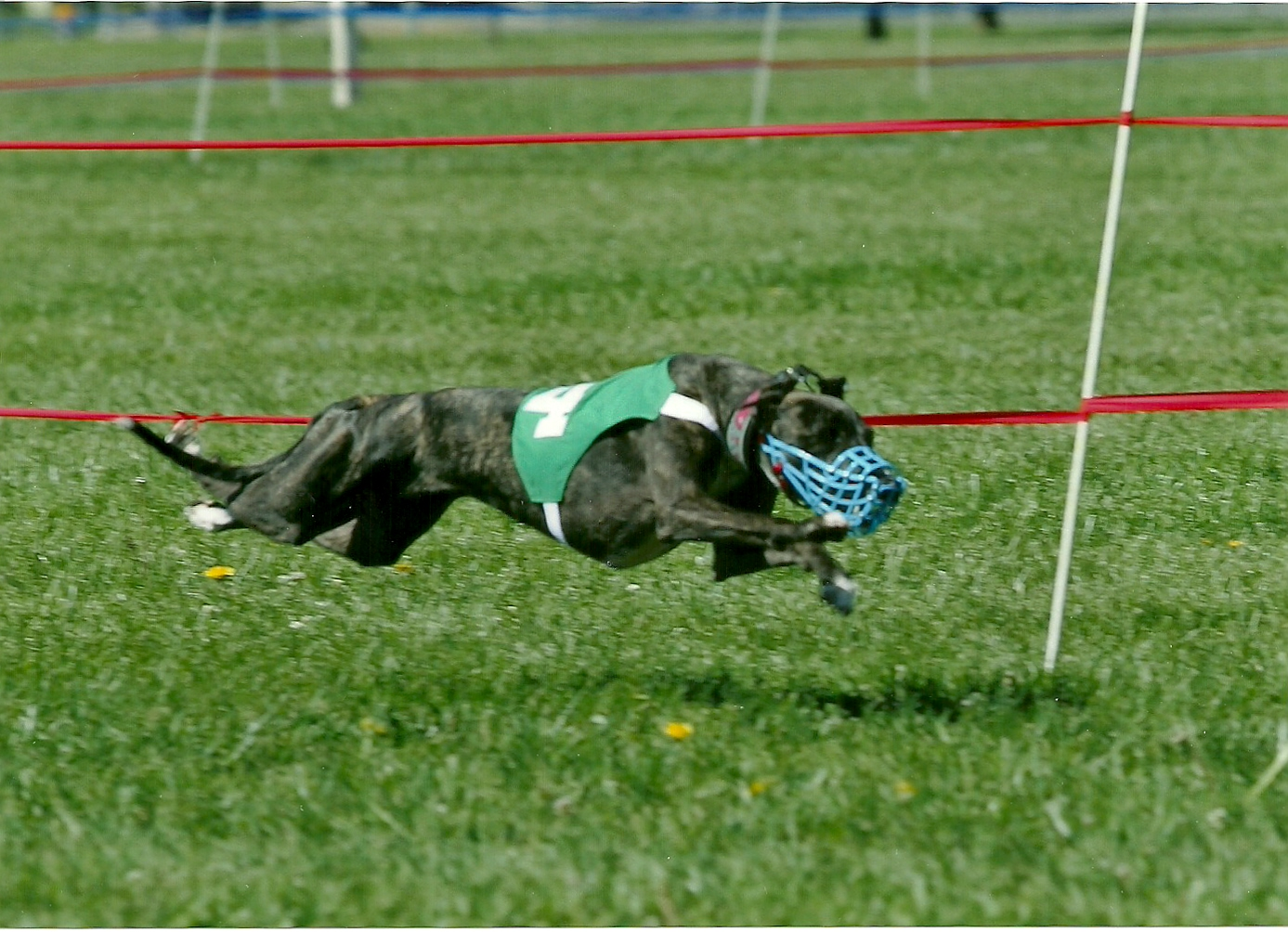
Уиппет на треке

В Англии первые забеги борзых с искусственным зайцем прошли в 1776 году. Самой быстрой породой собак считается грейхаунд, с середины XX века в забегах также участвуют афганы, азаваки, русские псовые борзые, ирландские волкодавы, уиппеты, левретки, салюки, слюги. Во многих странах Европы настоящая охота с борзыми запрещена из соображений гуманности. Чтобы не потерять исключительные рабочие качества борзых пород и удовлетворить потребности этих собак охотиться, бега борзых за механическим зайцем получили там особенно широкое распространение.
В Европе кинодромы (специальные стадионы для бегов) есть в Англии, Германии, Австрии, Франции, Бельгии, Нидерландах, Дании, Финляндии, Швейцарии, Венгрии, Чехии и других странах.